# Ferrovia Nizza-Meyrargues
La ferrovia Nizza-Meyrargues, conosciuta anche come ligne Central-Var (linea centrale del Varo ) era una ferrovia a scartamento metrico della Francia, oggi dismessa, che collegava Nizza, nel dipartimento delle Alpi Marittime a Meyrargues (nel dipartimento Bocche del Rodano) passando per Grasse e Draguignan, nel dipartimento del Varo. Era una delle tre linee che costituivano la rete della Compagnie des Chemins de fer du Sud de la France, dal 1925 in poi della Société des Chemins de fer de Provence. Venne dismessa nel 1950; di essa rimangono ancora visibili numerose vestigia lungo il suo percorso.

## Storia
La ferrovia ebbe origine in seguito a una serie di contestazioni seguite all'annessione della Contea di Nizza alla Francia nel 1860 e ai cambiamenti effettuati nella ripartizione dipartimentale del territorio a vantaggio del nuovo Alpes-Maritimes. Il prolungamento della linea ferroviaria principale da Marsiglia a Nizza lungo la costa aggravò la situazione in quanto le popolazioni della vallata del Varo, oltre alla perdita di territorio, vedevano tagliate fuori, dalla direttrice principale, le città di Brignoles, Draguignan e Grasse. Nacquero dei comitati per chiedere la costruzione di una seconda linea più centrale. Il 24 gennaio 1872 una frana tra Antibes e Cagnes interruppe i collegamenti tra la vallata del Rodano e i paesi del nizzardo evidenziando la fragilità del sistema ferroviario basato su una sola linea..
Nel 1879, il piano Freycinet previde la costruzione di varie linee a carattere locale tra cui le:
- Draguignan-Cagnes, via Grasse, di 75 km
- Draguignan-Mirabeau, via Barjols, di 96 km

La municipalità di Nizza ottenne nel 1881 l'aggiunta di una relazione ferroviaria Nizza-Grasse via Vence.
Tutti i progetti prevedevano lo scartamento normale ma, a partire dal 1882, i ministri successivi cercarono soluzioni più economiche come lo scartamento ridotto e la concessione a società private. Tra 1883 e 1884 la linea Centrale-Varo venne definitivamente programmata a scartamento metrico con più curve e con opere d'arte meno costose.
I lavori di costruzione iniziarono nel 1886 da Draguignan verso ovest. La linea fu aperta fino a Salernes nell'aprile 1888, Barjols venne raggiunta in agosto e Meyrargues a fine gennaio 1889. L'inaugurazione ufficiale della tratta Draguignan - Meyrargues venne fatta il 22 marzo 1889. Era la prima linea francese a scartamento ridotto di rilevante lunghezza e con un tracciato estremamente sinuoso e sin dall'inizio deluse le aspettative dei comuni attraversati.
Data una certa tensione tra Francia e Italia, durante la costruzione della linea le autorità militari chiesero che il tratto Nizza - Draguignan venisse costruito a doppio scartamento in maniera da potere inoltrare anche rotabili a scartamento normale.
Tra Draguignan e Grasse fu necessario costruire anche opere d'arte importanti a causa del territorio difficile come il viadotto della Siagne (a travata metallica di 72 m di altezza) e il viadotto del Rayol. L'apertura al pubblico avvenne l'8 novembre 1890.
Restava la tratta Grasse - Nizza, concessa successivamente, i cui lavori iniziarono nel 1890 e vennero ultimati il 5 giugno 1892 contemporaneamente alla Nizza-Digne, a cui si raccordava a Colomars tramite il ponte della Manda.
La linea così concepita non si rivelò affatto concorrenziale con la linea della Valle del Rodano della PLM dato che i tempi di percorrenza erano troppo elevati; nel 1913 occorrevano più di 11 ore per percorrere i 210 km complessivi. Il servizio divenne pertanto sempre più strettamente locale su ciascuno dei vari tratti afferenti alle località maggiori subendo sempre di più la concorrenza delle automobili e degli autocarri.
Nel 1935 l'acquisto di automotrici Renault tipo ABH per sostituire la trazione a vapore produsse un incremento del traffico viaggiatori. Un colpo mortale alla linea lo inferse l'esercito tedesco il 24 agosto 1944 facendo saltare i tre principali viadotti nell'area delle Alpi Marittime: il viadotto del Loup, il viadotto della Siagne e il ponte della Manda sul Varo. A guerra finita lo Stato prese la decisione di non ricostruirli limitando la Central-Var alla tratta Meyrargues-Tanneron poi definitivamente dismessa il 2 gennaio 1950 e smantellata..
Alcune tratte sono state adibite a strade comunali.

## Bibliografia

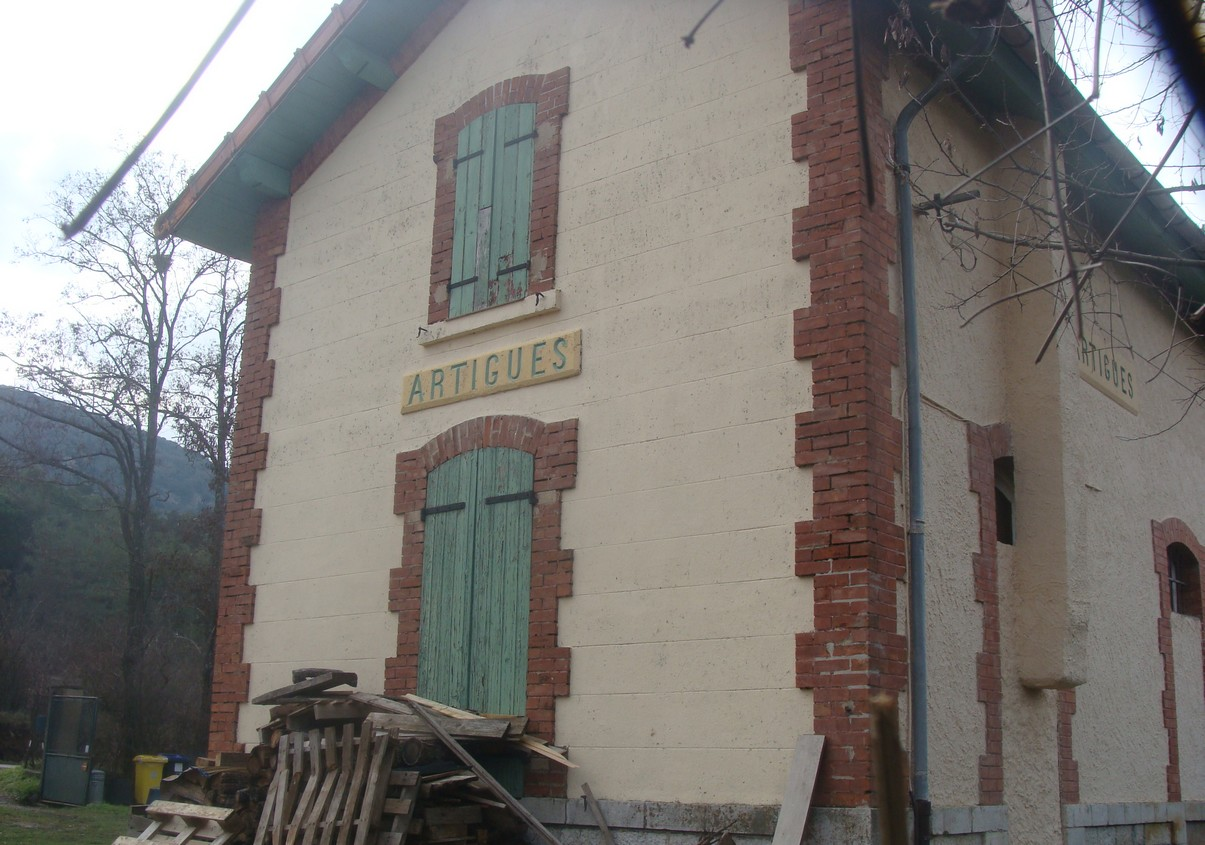
La vecchia stazione d'Artigues.
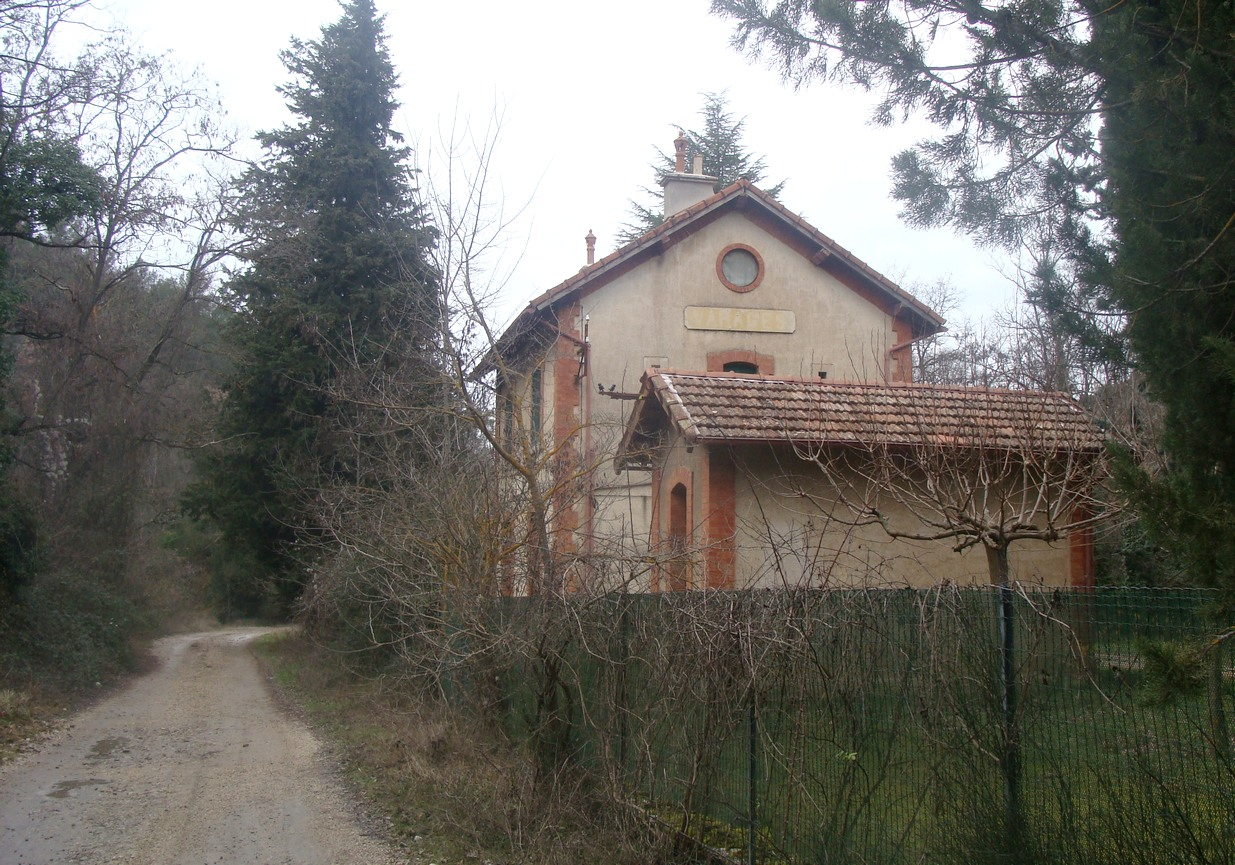
L'antica stazione di Varages.
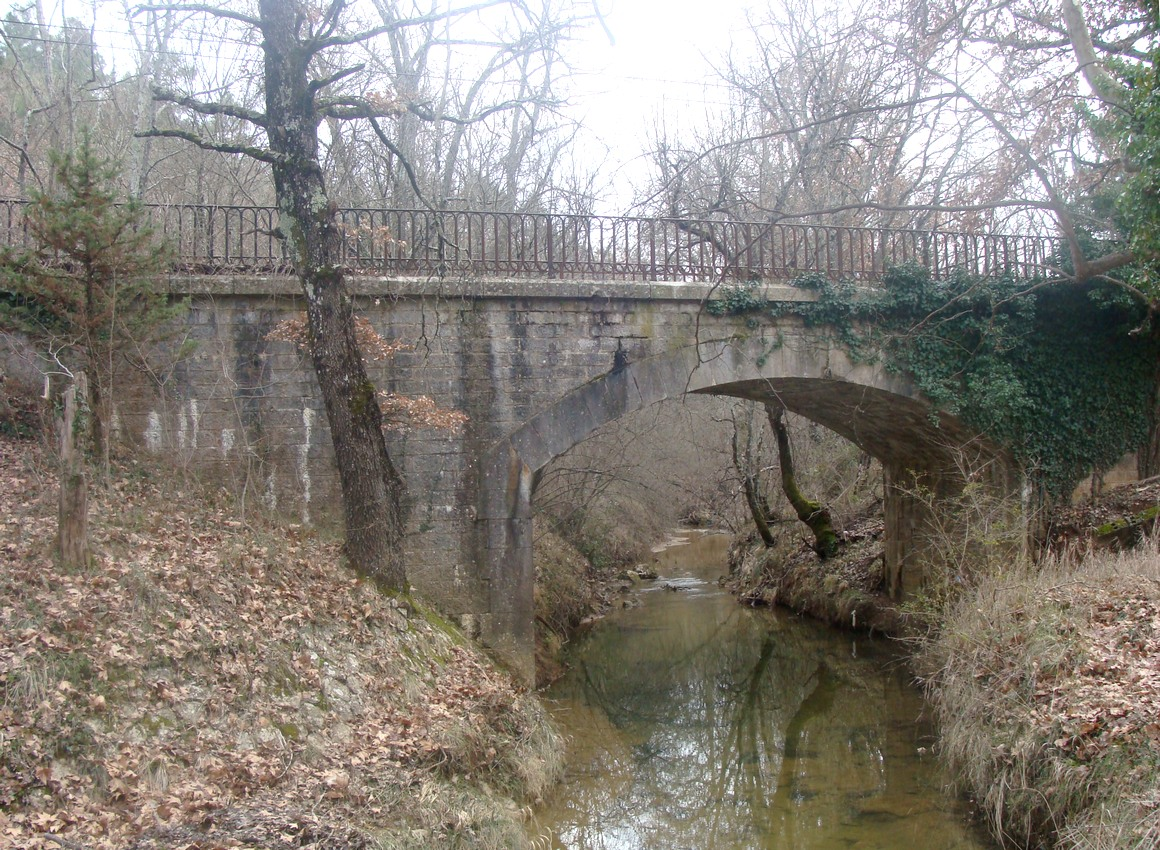
Un ponte della vecchia ferrovia.
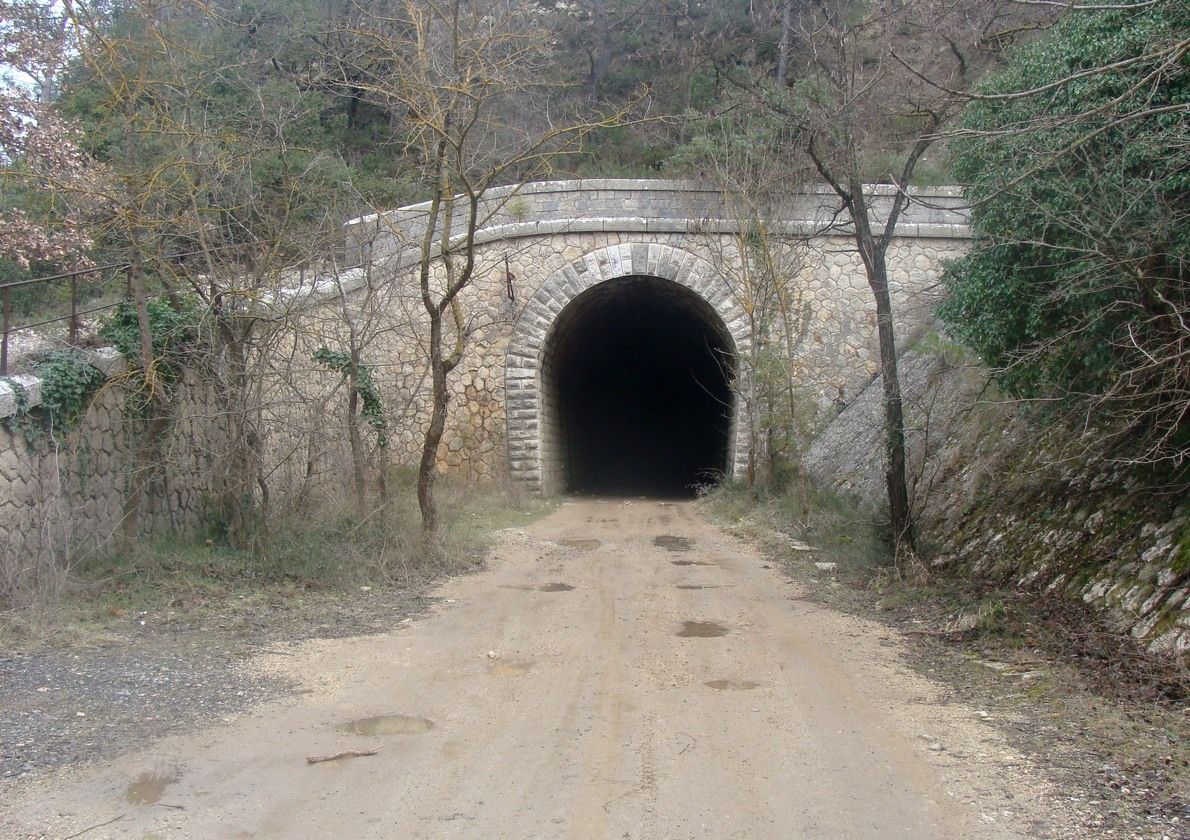
Uno dei pochi tunnel della sezione occidentale della linea.